# يو فينغ
يو فينغ (بالصينية: 鞠枫) (11 يناير 1995 في الصين - ) هو لاعب كرة قدم صيني في مركز الوسط. لعب مع غوانغجو إفرغراند تاوباو.

## وصلات خارجية
- يو فينغ على موقع رابطة كرة القدم اليابانية للمحترفين (اليابانية)
- يو فينغ على موقع قاعدة بيانات كرة القدم.إي يو (الإنجليزية)